# Campeonato da Europa de Atletismo de 2010 - Salto com vara feminino
A prova do salto com vara feminino do Campeonato da Europa de Atletismo de 2010 foi disputada entre os dias 28 e 30 de julho de 2010 no Lluís Companys em Barcelona,  na Espanha. 

## Recordes
Antes desta competição, os recordes mundiais e do campeonato nesta prova eram os seguintes:
|                       | Nome              | Nacionalidade | Altura  | Local      | Data                 |
| --------------------- | ----------------- | ------------- | ------- | ---------- | -------------------- |
| Recorde mundial       | Yelena Isinbayeva | Rússia        | 5m 06cm | Zurique    | 28 de agosto de 2009 |
| Recorde do campeonato | Yelena Isinbayeva | Rússia        | 4m 80cm | Gotemburgo | 12 de agosto de 2006 |
| Recorde europeu       | Yelena Isinbayeva | Rússia        | 5m 06cm | Zurique    | 28 de agosto de 2009 |

## Medalhistas
| Ouro                     | Prata                   | Bronze           |
| Svetlana Feofanova (RUS) | Silke Spiegelburg (DEU) | Lisa Ryzih (DEU) |

## Cronograma
Todos os horários são locais (UTC+2).
| Data        | Hora  | Evento       |
| ----------- | ----- | ------------ |
| 28 de julho | 10:30 | Qualificação |
| 30 de julho | 18:30 | Final        |

## Resultados

### Qualificação
Qualificação: Desempenho de 4.40 m (Q) ou os 12 melhores qualificados (q).
| Posição | Grupo | Atleta                | Nacionalidade | 3.95 | 4.05 | 4.15 | 4.25 | 4.35 | 4.40 | Resultados | Notas |
| ------- | ----- | --------------------- | ------------- | ---- | ---- | ---- | ---- | ---- | ---- | ---------- | ----- |
| 1       | A     | Svetlana Feofanova    | Rússia        | —    | —    | —    | —    | —    | o    | 4.40       | Q     |
| 1       | B     | Jiřina Ptáčníková     | Chéquia       | —    | —    | —    | o    | —    | o    | 4.40       | Q     |
| 1       | A     | Silke Spiegelburg     | Alemanha      | —    | —    | —    | —    | —    | o    | 4.40       | Q     |
| 4       | B     | Yuliya Golubchikova   | Rússia        | —    | —    | —    | o    | —    | xo   | 4.40       | Q     |
| 4       | B     | Carolin Hingst        | Alemanha      | —    | —    | —    | —    | —    | xo   | 4.40       | Q     |
| 6       | B     | Anastasiya Shvedova   | Bielorrússia  | —    | —    | —    | xo   | o    | xo   | 4.40       | Q     |
| 7       | A     | Kate Dennison         | Reino Unido   | —    | —    | o    | o    | o    | x    | 4.35       | q     |
| 7       | A     | Tina Sutej            | Eslovênia     | —    | o    | o    | o    | o    | —    | 4.35       | q     |
| 9       | B     | Minna Nikkanen        | Finlândia     | —    | o    | o    | xo   | o    | x-   | 4.35       | q     |
| 10      | A     | Lisa Ryzih            | Alemanha      | —    | —    | —    | —    | xo   | x    | 4.35       | q     |
| 11      | A     | Cathrine Larsåsen     | Noruega       | —    | xo   | o    | xxo  | xo   | x-   | 4.35       | q,    |
| 12      | B     | Anna Katharina Schmid | Suíça         | —    | xo   | o    | xxo  | xxo  | x-   | 4.35       | q, =  |
| 13      | B     | Nikolía Kiriakopoúlou | Grécia        | —    | —    | o    | o    | xxx  |      | 4.25       |       |
| 14      | A     | Naroa Agirre          | Espanha       | —    | xo   | o    | o    | xxx  |      | 4.25       |       |
| 15      | A     | Mariánna Zachariadi   | Chipre        | —    | xo   | o    | xo   | xxx  |      | 4.25       |       |
| 16      | A     | Romana Maláčová       | Chéquia       | —    | o    | o    | xxo  | xxx  |      | 4.25       |       |
| 17      | B     | Afrodíti Skafída      | Grécia        | xo   | xxo  | xxo  | xxo  | xxx  |      | 4.25       |       |
| 18      | B     | Anna María Pinero     | Espanha       | —    | o    | o    | xxx  |      |      | 4.15       |       |
| 18      | B     | Hanna-Mia Persson     | Suécia        | —    | o    | o    | xxx  |      |      | 4.15       |       |
| 20      | B     | Caroline Bonde Holm   | Dinamarca     | —    | o    | xo   | xxx  |      |      | 4.15       | =     |
| 21      | A     | Victoria Pena         | Irlanda       | o    | xo   | xo   | xxx  |      |      | 4.15       | =     |
| 22      | A     | Elena Scarpellini     | Itália        | —    | o    | —    | xxx  |      |      | 4.05       |       |
| 23      | B     | Maria Eleonor Tavares | Portugal      | o    | xo   | xxx  |      |      |      | 4.05       |       |
| 24      | A     | Sandra-Hélèna Homo    | Portugal      | o    | —    | xxx  |      |      |      | 3.95       |       |
|         | B     | Denise Groot          | Países Baixos | —    | xxx  |      |      |      |      | NM         |       |

### Final
| Posição           | Atleta                | Nacionalidade | 4.15 | 4.25 | 4.35 | 4.45 | 4.55 | 4.65 | 4.70 | 4.75 | Resultados | Notas            |
| ----------------- | --------------------- | ------------- | ---- | ---- | ---- | ---- | ---- | ---- | ---- | ---- | ---------- | ---------------- |
| Medalha de ouro   | Svetlana Feofanova    | Rússia        | —    | —    | —    | o    | —    | o    | xo   | o    | 4.75       |                  |
| Medalha de prata  | Silke Spiegelburg     | Alemanha      | —    | —    | —    | o    | o    | o    | xx-  | x    | 4.65       |                  |
| Medalha de bronze | Lisa Ryzih            | Alemanha      | —    | —    | xo   | —    | xxo  | o    | xx-  | x    | 4.65       | Recorde pessoal  |
| 4                 | Anastasiya Shvedova   | Bielorrússia  | —    | o    | xo   | xo   | o    | xo   | xxx  |      | 4.65       | Recorde nacional |
| 5                 | Jiřina Ptáčníková     | Chéquia       | —    | o    | —    | o    | o    | xxo  | xxx  |      | 4.65       |                  |
| 6                 | Kate Dennison         | Reino Unido   | —    | o    | o    | o    | xo   | xxx  |      |      | 4.55       | =                |
| 7                 | Yuliya Golubchikova   | Rússia        | —    | o    | —    | xo   | xo   | xxx  |      |      | 4.55       |                  |
| 8                 | Cathrine Larsåsen     | Noruega       | o    | xo   | o    | xxx  |      |      |      |      | 4.35       | Recorde nacional |
| 9                 | Minna Nikkanen        | Finlândia     | o    | xo   | xo   | xxx  |      |      |      |      | 4.35       |                  |
| 10                | Tina Sutej            | Eslovênia     | xxo  | xo   | xo   | xxx  |      |      |      |      | 4.35       |                  |
| 11                | Carolin Hingst        | Alemanha      | —    | —    | xxo  | xxx  |      |      |      |      | 4.35       |                  |
| 99 !              | Anna Katharina Schmid | Suíça         | xxx  |      |      |      |      |      |      |      | NM         |                  |

Legenda
| Recorde mundial       | Recorde mundial (World record)               |                       | Recorde africano                      | Recorde africano (African) |                                           | Q | Classificado por posição (Qualified) |
| Recorde do campeonato | Recorde do campeonato (Championship record)  | Recorde da América    | Recorde da América (Americas)         | q                          | Classificado por melhor tempo (Qualified) |   |                                      |
| Melhor marca do ano   | Melhor marca do ano (World leading)          | Recorde asiático      | Recorde asiático (Asian)              | DNS                        | Não largou (Did not start)                |   |                                      |
| Recorde nacional      | Recorde nacional (National record)           | Recorde europeu       | Recorde europeu (European)            | DNF                        | Não terminou (Did not finish)             |   |                                      |
| Recorde pessoal       | Recorde pessoal do atleta (Personal best)    | Recorde da Oceania    | Recorde da Oceania (Oceania)          | DSQ / DQ                   | Desclassificado (Disqualified)            |   |                                      |
| Recorde da temporada  | Recorde da temporada do atleta (Season best) | Recorde sul-americano | Recorde sul-americano (South America) | NM                         | Sem marca (No mark)                       |   |                                      |